# Advanced Metallurgical Group
AMG Critical Materials N.V. mit rechtlichen Sitz in Amsterdam ist ein börsennotierter Metallurgiekonzern. AMG ist u. a. der weltweit größte Förderer von Tantalerzen und weltweit größte Recycler von vanadiumhaltigen Raffinerieabfällen. Das Unternehmen wird seit der Gründung vom ehemaligen Metallgesellschafts-Manager Heinz Schimmelbusch geleitet. Das Unternehmen ist in drei Geschäftsbereiche gegliedert: AMG Clean Energy Materials, AMG Critical Minerals und AMG Critical Materials Technologies. AMG beschäftigt rund 3.700 Mitarbeiter und ist weltweit mit Produktionsstätten in Deutschland, Vereinigtes Königreich, Frankreich, den Vereinigten Staaten, China, Mexiko, Brasilien, Indien, Sri Lanka und Mosambik sowie mit Vertriebs- und Kundendienstbüros in Japan vertreten.

## Geschichte
1997 gründete die notierte amerikanische Investmentfirma Safeguard den Fonds Safeguard International Fund (SIF), um mit Schimmelbusch internationale Private-Equity-Investments zu tätigen; die im Beteiligungsportfolio des Fonds befindlichen Unternehmen wurden 2006 in die AMG eingebracht und diese im Juli 2017 an Börse in Amsterdam notiert.

## Geschäftliches
Die Geschäftsaktivitäten der AMG sind in drei Sparten geteilt: AMG Clean Energy Materials, AMG Critical Minerals (Gewinnung und Verarbeitung von Erzen und Legierungen) und AMG Critical Materials Technologies (bestehend hauptsächlich aus der ALD Vacuum Technologies mit Sitz in Hanau, einem Hersteller von vakuumtechnischen Anlagen im Bereich Metallurgie und Wärmebehandlung).

### AMG Critical Materials Technologies
Die Vorläufer der Sparte reichen auf das Jahr 1870 zurück; in diesem Jahr wurde die Graphit Kropfmühl (GK) gegründet, um Graphit in Deutschland abzubauen. GK erwarb die RW Silicium, einen deutschen, 1947 gegründeten Siliziumhersteller. 2008 erwarb AMG eine 60%ige Beteiligung an der GK, die vollständige Übernahme erfolgte 2012. Ebenfalls im Portfolio befindet sich die Gesellschaft für Elektrometallurgie (GfE); diese wurde 1911 als Produzent von Vanadiumlegierungen und Chemikalien in Nürnberg gegründet. 1937 erweitert die GfE ihre Aktivitäten mit der Gründung einer britischen Tochtergesellschaft, London & Scandinavian Metallurgical Company (LSM), ein Hersteller von Legierungen; das US-Geschäft der GfE läuft seit den 1940er Jahren unter der Firmierung Metallurg. Das französische Portfoliounternehmen Sudamin Holding (Sudamin) entstand aus der Société Industrielle et Chimique de l’Aisne (SICA), die seit 1933 in Chauny Antimon abbaut. 2001  erwarb Sudamin den Konkurrenten SCLP Lucette. Bereits in den späten 1970er Jahren erweiterte Metallurg seine Aktivitäten nach Brasilien durch den Erwerb von Companhia Industrie Fluminense (CIF), ein Hersteller von Spezialchemikalien. Die Tantalmine von AMG in Brasilien war ursprünglich Teil der CIF-Akquisition. Seit März 2023 ist AMG über das Tochterunternehmen AMG Lithium B.V. mit 25,1 % an der Zinnwald Lithium plc (Zinnwald Lithium Projekt im Erzgebirge) beteiligt und hat seinen Anteil im Juni 2025 auf 29,3 % erhöht. Weiterhin erfolgte im Juni 2024 eine Beteiligung von 15,8 % an Savannah Resources plc (Barroso Lithium Projekt in Portugal).

### AMG Engineering
Die Ursprünge der AMG Engineering gehen auf die Vorläuferunternehmen der ALD Vacuum Technologies (ALD) zurück, die Mitte des 19. Jahrhunderts in Deutschland gegründet wurden. Ab den 1940er Jahren haben verschiedene deutsche Industrieunternehmen (darunter die damaligen Konzerne Degussa, Metallgesellschaft und Heraeus) ihre Prozesse und Prozesskompetenz auf dem Gebiet der Vakuumofenmetallurgie zusammengeführt. 1994 hat Leybold-Durferrit, die Muttergesellschaft dieser kombinierten Unternehmen, ihre Vakuumofensparte ALD als eigenständige Einheit gegründet, sie wurde 1997 von den damaligen Gesellschaftern Leybold und Degussa an Safeguard veräußert. Seither hat ALD eine Marktführerschaft in vielen Vakuumofenanwendungen, einschließlich Kristallisation und Turbinenschaufelbeschichtung, erreicht. Im Jahr 2016 erwarb ALD die restlichen 50 % der Anteile an der Joint-Venture-Gesellschaft ALD-Holcroft Co. Inc. von der AFC-Holcroft LLC. ALD-Holcroft, im Jahr 2005 gegründet, fungiert als exklusiver Vertriebspartner für die ALD-Produktlinien zur Wärmebehandlung in der NAFTA-Region. AMG Engineering ist nach wie vor einer der weltweit führenden Hersteller von Automatisierungsprodukten für die Automobilindustrie.

## Aktuelles Arbeitsgebiet
AMG arbeitet an Materialien für Festkörperbatterien; eine Pilotanlage wurde etwa 2021 in Betrieb genommen. In seiner Niederlassung in Hanau hat das Unternehmen etwa 100 Ingenieure, die Wissen über die Montage von Festkörperspeichern haben.